# 日本分析化学会
公益社団法人日本分析化学会（にほんぶんせきかがくかい、英称: The Japan Society for Analytical Chemistry、略称：JSAC）は、分析化学に関連する仕事をしている研究者・企業人・学生を主な構成員とする日本の学会である。

## 概要
事務局
〒141-0031
東京都品川区西五反田1-26-2 五反田サンハイツ304
設立
1952年4月